# Lakeside (Colorado)
Lakeside è un centro abitato (town) degli Stati Uniti d'America della contea di Jefferson nello Stato del Colorado. La popolazione era di 8 persone al censimento del 2010, il che la rende la città con meno abitanti dello Stato. Ironia della sorte, Lakeside è immediatamente ad ovest della City and County of Denver, la città con più abitanti dello Stato. La città prende il nome dal Lake Rhoda, che copre il 20% della sua superficie totale.

## Geografia fisica
Lakeside è situata a 39°47′00″N 105°03′25″W.
Secondo lo United States Census Bureau, ha un'area totale di 0,2 miglia quadrate (0,52 km²).

## Società

### Evoluzione demografica
Secondo il censimento del 2000, c'erano 20 persone.

### Etnie e minoranze straniere
Secondo il censimento del 2000, la composizione etnica della città era formata dal 100,00% di bianchi. Ispanici o latinos di qualunque razza erano lo 00,00% della popolazione.